# Биоскоп Славуј
Биоскоп Славуј био је комерцијални биоскоп и најпопуларнији у Лесковцу у међуратном периоду. Основао га је Душан Станковић звани Славуј. 

## Историјат
Најпре је то била кафана са билијаром, касније и шахом. Када су се појавили неми филмови, Станковић је почео да их приказује у кафани, уз пратњу клавиристе. Дневно су се често давала и по четири приказивања. У биоскоп је довео и младу глумицу која је касније постала чувена као Ита Рина.
Пивницу и тон кино Славуј наследио је његов син Драгутин звани Драги који је лично ишао у Београд и доносио филмове. Сала је увек била препуна и сви су грицкали семенке иако је то било забрањено. За сваки филм Драги је правио рекламу. Након Другог светског рата власти су му одузеле биоскоп.
Када је основан и конкурентски биоскоп Корзо, пријатељ власника, Граочанкић, изјавио је да само он не иде у биоскоп Славуј, алудирајући на то да је то сиротињски биоскоп. Драгију Славују је то било криво, те је окачио таблу са натписом са великим словима „Само ја не идем у биоскоп Славуј!” на једно магаре и унајмио једног Рома да шета магаре испред Граочанкићеве банке. Сви пролазници су, хтели не хтели, видели натпис.